# خلنج الجبل غدي الأزهار
الخلنج الجبل الغدي الأزهار (الاسم العلمي:Phyllodoce glanduliflora) هو نوع من النباتات يتبع جنس خلنج الجبل من الفصيلة الخلنجية.